# Алиев, Рафик Азиз оглы
Рафик Азиз оглы Алиев (род. 10 февраля 1942, Новрузлу, Азербайджанская ССР) — советский и азербайджанский учёный в области химии, доктор технических наук, профессор.

## Биография
В 1948—1958 годах учился в агдамской средней школе и окончил её с медалью. В 1958—1963 годах учился в Азербайджанском институте нефти и химии имени М. Азизбекова и окончил институт с отличием. В 1964—1967 годах учился в аспирантуре Института производственных проблем АН СССР в городе Москве.
Рафик Алиев — профессор, член корреспондент НАНА, заведующий кафедрой «Автоматизация производственных процессов» Азербайджанской Государственной Нефтяной Академии, директор программы MBA, директор программы BBA Государственного университета штата Джорджия (Атланта, США), президент ассоциации «Наследие Заде и искусственный интеллект».
- 1967 — кандидат технических наук;
- 1975 — доктор технических наук;
- 1976 — профессор;
- 1989 — член-корреспондент НАНА;
- 1967—1969 — заведующий кафедрой научного исследования и проектирования Института Нефти-Химии-Автомат;
- 1989—2011 — заведующий отделом Автоматизации Производственных Процессов;
- С 1998 по нынешний день является директором программы МВА (АГНА, Баку) Государственного Университета Джорджия (Атланта, США);
- С 2001 по нынешний день директор программы ВВА (АГНА, Баку) Государственного Университета Джорджия (Атланта, США);

## Награды
- 1971 — Лауреат премии Ленинского комсомола Азербайджана в области науки;
- 1983 — Лауреат Государственной премии СССР по науке и технике — «за разработку и внедрение управляющих и информационных систем для повышения эффективности производства нефтеперерабатывающей промышленности Азербайджанской ССР»[2];
- 1992 — Профессор Тебризского Университета (Иран)[3];
- 1998 — Профессор Государственного Университета Джорджия (Атланта, США)[3];
- 2000 — Профессор Зигенского университета (Германия)[3];
- 2003 — Профессор Университета Ближнего Востока (Near East University) Турецкой Республики Северного Кипра[3].

## Краткий обзор научных заслуг Р. А. Алиева
- Формирование инвариантных условий многомерных и комбинированных, детерминистических, стохастических (1967), нечётких (1981) систем управления;
- Принятие решения в интеллектуальных промышленных системах и формирование интеграционных принципов управленческих процессов (1969);
- Использование методов синтеза стохастических систем переменными структурами (1976);
- Использование координационной теории для многоэтапных распределенных производственных систем (1980);
- Создание нечёткой логики AL11, AL12, AL13 (1984—1986);
- Формирование адекватных условий нечётких моделей (1984);
- Теория интеллектуальных роботов нечёткой логики и использование принципов конструктирования (1986);
- Использование систем экспертов нечёткой логики, включая ESPLAN (1987);
- Формирование концепций нечётко распределенных интеллектуальных систем (1988), использование их методов создания (1993);
- Создание многоагентных систем, имеющих конкуренцию и кооперацию между агентами с Софт Компютинговой основой (1997);
- Использование метода изучения нечётких нейронных сетей, основанных на генетических алгоритмах (1997);
- Использование новой концепции нечёткого регрессивного анализа на основе генетических алгоритмов (1998);
- Предложение адаптивных управленческих систем на основе нечёткого хаоса совместимости (2001);
- Создание новых способов прогнозирования на основе периода времени (2002);
- Создание теории обобщенной стойкости. Предложение критерий и правил динамичных систем стойкости Заде-Алиева[3]

Р. А. Алиев играет важную роль в организации научно-исследовательских работ в области информатики и управления в Азербайджане и ряде зарубежных стран. Создав авторитетную научную школу в области теории информатики и управления, он подготовил более 130 кандидатов наук и 30 докторов наук в Азербайджане, России, Германии и Иране. Его студенты достойно продолжают традиции этой школы не только в научных центрах Азербайджана, но и в различных странах (США, Германия, Турция, Россия, Иран и.т.д.).
Начиная с 1994 года под руководством Р. А. Алиева, каждые два года проводятся такие международные научные конференции, как «Применение нечётных систем» в различных Европейских странах; каждые два года (с 2000) в столице Узбекистана Ташкенте «Применение нечётных систем и Софт Компютинг»; каждые два года (с 2000) в городе Анталья Турции «Прием решений в анализе системы и компьютер работающий словом в области управления и Софт Компютинг».
Р. А. Алиев является автором более 70 книг и 350 научных статей, посвященных информатике и управлению, искусственному интеллекту, нечётной логике и Софт Компютингу.